# Męczennicy Ziłantowskiego Monasteru Zaśnięcia Matki Bożej
Męczennicy Ziłantowskiego Monasteru Zaśnięcia Matki Bożej – zbiorcza nazwa określająca dziewięciu mnichów prawosławnych rozstrzelanych bez sądu w Ziłantowskim Monasterze Matki Bożej w Kazaniu przez czerwonoarmistów.
Monaster, położony na Górze Ziłantowskiej, został 7 sierpnia 1918 zajęty przez Korpus Czechosłowacki i białe oddziały Władimira Kappela, podobnie jak całe miasto Kazań. Czesi, wbrew postawie mnichów, postanowili rozmieścić na Górze stanowisko artyleryjskie, z którego ostrzeliwali pozycje czerwonych. 10 września Armia Czerwona odbiła Kazań. Tego samego dnia czerwonoarmiści weszli do monasteru i bez sądu rozstrzelali wszystkich zamieszkujących go mnichów. Nie zniszczyli jednak zabudowań klasztoru.
Egzekucję przeżył jeden zakonnik, hieromnich Józef, który padł na ziemię po pierwszej salwie i został uznany za zabitego. Dotarł on do monasteru św. Jana Chrzciciela w Kazaniu i tam opowiedział całą historię. Rok później zmarł. Zabitych mnichów pochował archimandryta Joazaf (Udałow). Zostali oni kanonizowani w 1998 jako święci czczeni lokalnie w eparchii kazańskiej i tatarstańskiej. Dwa lata później Sobór Biskupów Rosyjskiego Kościoła Prawosławnego ogłosił ich świętymi całego Kościoła, w ramach Soboru Świętych Nowomęczenników i Wyznawców Rosyjskich. Ich wspomnienie przypada 29 stycznia (razem z innymi nowomęczennikami) oraz w rocznicę śmierci, 28 sierpnia/10 września.

## Męczennicy
- archimandryta Sergiusz (Zajcew), przełożony monasteru (ur. 1863)
- hieromnich Ławrientij (Nikitin) (ur. 1872)
- hieromnich Serafin (Kuźmin) (ur. 1870)
- hierodiakon Teodozjusz (Aleksandrow) (ur. 1864)
- mnich Leoncjusz (Kariagin) (ur. 1870)
- mnich Stefan (nazwisko świeckie nieznane)
- posłusznik Jerzy Timofiejew (ur. 1880)
- posłusznik Sergiusz Galin
- posłusznik Hilarion Prawdin
- posłusznik Jan Srietienski